# Ouled Sassi
Ouled Sassi ou Ras El Miaad (em árabe: راس الميعاد) é uma cidade e comuna localizada na província de Biskra, Argélia. Segundo o censo de 2008, a população total da cidade era de 21 278 habitantes.